# Alej u náhonu
Alej u náhonu je chráněné stromořadí v obci Dobřív jihovýchodně od Rokycan (okres Rokycany). Alej 16 přibližně třistaletých  lip malolistých (Tilia cordata) roste u náhonu, kterým teče voda od vodního hamru pod Huťským rybníkem zpět do říčky Klabavy, na pravém břehu v nadmořské výšce 420 m. Obvod kmenů měří 140–327 cm, výška stromů je v rozmezí 20–22 m (měření 2005). Stromy jsou chráněny od roku 1985 jako krajinná dominanta.

## Stromy v okolí
- Dobřívská lípa
- Laiblova lípa
- Dub u Burýšků
- Dub u Houšků